# Notodiaptomus oliveirai
Notodiaptomus oliveirai is een eenoogkreeftjessoort uit de familie van de Diaptomidae. De wetenschappelijke naam van de soort is voor het eerst geldig gepubliceerd in 2010 door Matsumura-Tundisi, Espindola, Tundisi, Souza-Soares & Degani.